# Sened jezik
Sened jezik (ISO 639-3: sds), izumrli berberski jezik istočnozenatske podskupine sjevernoberberskih jezika, koji se nekad govorio u Tunisu sjeverozapadno od Gabèsa, u selima Sened i Tmagourt (Tmagurt). Tek je nekoliko starijih osoba upamtilo poneku riječ (1999).
Postojala su dva dijalekta koja su nazvani po imenima sela tmagourt (tmagurt) i sened. Pripadnici etničke grupe su Sened Berberi, koji su ovaj jezik govorili još početkom 20. stoljeća, ali su sada potpuno arabizirani. Izumro je negdje do rane druge polovice 20. stoljeća.

## Vanjske poveznice
- Ethnologue (14th)
- Ethnologue (15th)